# MILF (slang)
MILF, en akronym för "Mother/Mom/Mum I'd Like to Fuck", är en term som kommer från amerikansk ungdomskultur och syftar på en jämnårig väns mor som är så attraktiv att vännerna kan tänka sig att ha sexuellt umgänge med henne. Men den specifika betydelsen har bleknat en del med åren. Ordet kan numera sägas beteckna en mogen kvinna oftast med barn men även utan, i allmänhet mellan 35 och 50 år. Inom vissa kretsar kan dock en 25-åring också betraktas som MILF, eftersom även 25-åriga kvinnor kan vara mödrar.
Termen dokumenterades först i nyhetsgrupper på Internet. Den populariserades i filmen American Pie med hänvisning till Jennifer Coolidges karaktär 'Stifler's Mom'.
Ett uttryck för en ännu äldre kvinna (50+), kan även vara GILF (Grandma I'd Like to Fuck).
Motsvarande sexuella anspelning på en far kallas DILF.